# Laakapaasi

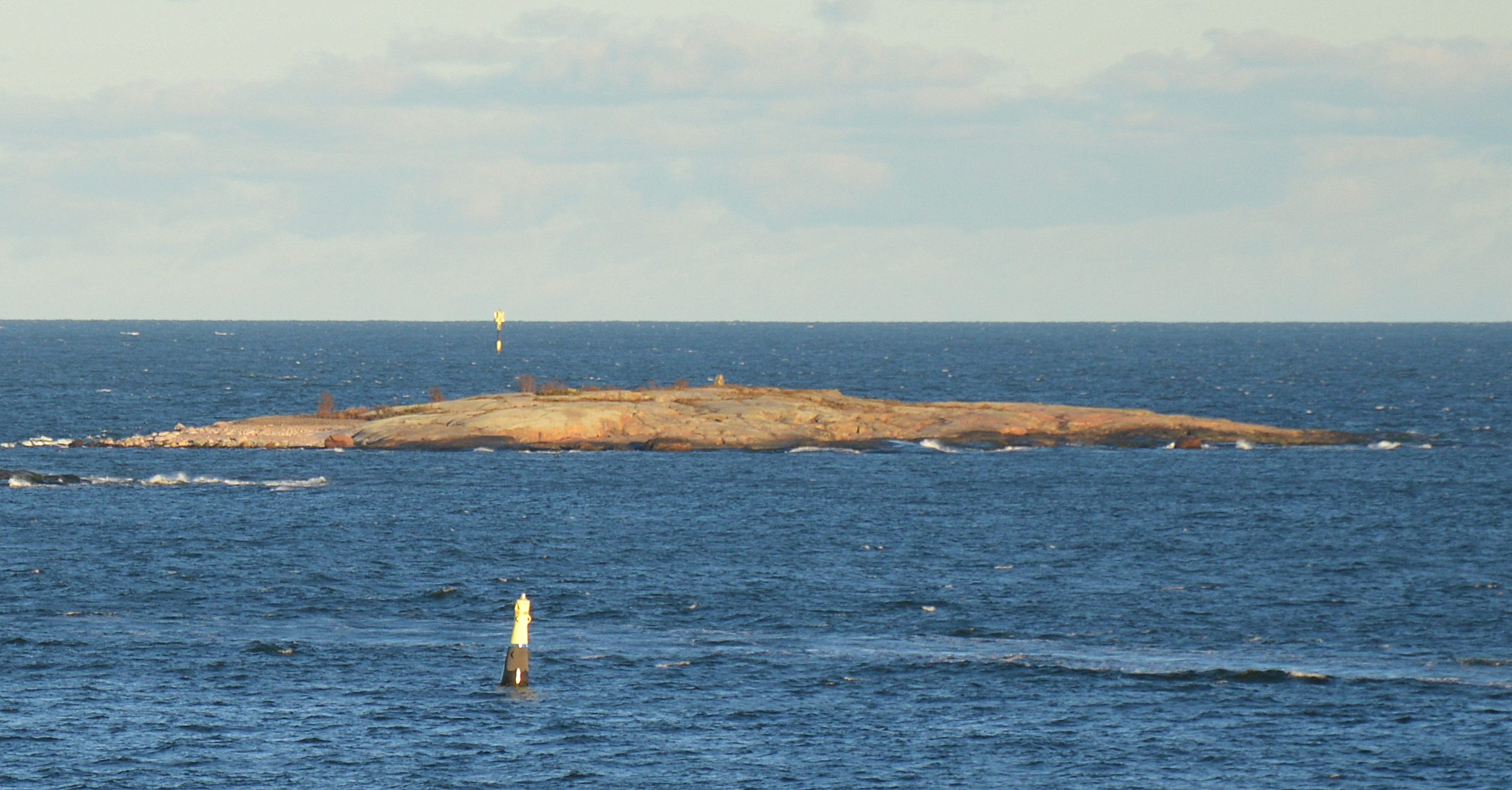
Laakapaasi

Laakapaasi (schwedisch: Flathällen) ist eine zu Finnland gehörende Schäre in der Ostsee südlich von Helsinki im Finnischen Meerbusen.
Die Schäre gehört zum Teilgebiet Aluemeri des Stadtteils Ulkosaaret der finnischen Hauptstadt Helsinki. Westlich von Laakapaasi verläuft der Seeweg zum etwa sechs Kilometer nördlich gelegenen Hafen von Helsinki. Etwas weiter südlich liegt die Schäre Ulkokari, nordwestlich Pitkäkari.
Die unbewohnte Insel erstreckt sich von Westen nach Osten über etwa 170 Meter und von Norden nach Süden über ungefähr 165 Metern. Sie erhebt sich nur wenig über die Wasseroberfläche und ist weitgehend kahl.